# Олюшино (Черёмушское сельское поселение)
Олюшино — деревня в Котласском районе Архангельской области России. Часть бывшего села Вотлажма. Входит в состав муниципального образования (сельского поселения) «Черемушское».

## География
Рядом с деревней протекает речка Беседка (Терёховская). Соседние деревни — Степаниха, Выставка, Башарово, Чупанова.

## Этимология названия
Название деревни исходит от мирского имени Олюша известного с XIV века, как раз на Севере

## Население
| 2002 | 2010 | 2012 |
| ---- | ---- | ---- |
| 0    | ↗1   | →1   |

## Инфраструктура
В деревне находится заброшенный скотный двор.